# Cristián Rodríguez Estrada
Cristián Rodríguez Estrada (Liberia, 1897-San José, 1980) fue un filólogo, traductor, ensayista y periodista costarricense.

## Estudios
Se graduó de Bachiller en Leyes en la Escuela de Derecho de Costa Rica y cursó estudios de Filosofía y Lógica en universidades de los Estados Unidos.

## Obra
Se distinguió principalmente como columnista en los periódicos La Nación y Universidad y dirigió el periódico en inglés The San Jose News. Sus principales escritos fueron recogidos en la obra de Aura Rosa Vargas Araya Cristian Rodríguez Estrada, filólogo y periodista (Antología) (1988). También se distinguió en labores de traducción en inglés y otros idiomas.

## Actividad académica y docente
Fue profesor de la Escuela Normal de Heredia. Ingresó a la Academia Costarricense de la Lengua en 1968 (Silla I).

## Honores y reconocimientos
Premio del Instituto Costarricense de Cultura Hispánica (1970), Premio Joaquín García Monge (1972), del Ministerio de Cultura, Juventud y Deportes.